# Christian Barthel
Johan Christian  Barthel, född 5 februari 1873 i Sundsvall, död 13 juli 1954 i Bromma, var en svensk jordbruksbakteriolog. Han var far till författaren Sven Barthel.
Barthel genomgick Kungliga Tekniska högskolan 1892-1895, studerade bakteriologi vid Pasteurinstitutet i Paris 1895 och genomgick mejeriinstitutet vid Alnarp 1897–1898. Han inrättade och förestod AB Separators kemiska och bakteriologiska laboratorium vid Hamra gård 1899-1907, varefter han blev överassistent och föreståndare för det bakteriologiska laboratoriet vid Centralanstalten för försöksväsendet på jordbruksområdet på Experimentalfältet. 1911 blev han avdelningsföreståndare där och 1914 professor. 1932 blev han den förste rektorn för Lantbrukshögskolan i Ultuna, sedan det tidigare lantbruksinstitutet där ombildats till högskola.
Barthel utvecklade omfattande forskningsarbete på den på mjölkhushållning och jordbruk tillämpade bakteriologiens och mjölkkemiens område samt författade ett stort antal avhandlingar inom nämnda områden, en kortfattad handbok i mejeribakteriologi (1900), Die Methoden zur Untersuchung von Milch und Molkereiprodukten (Leipzig, 1907) och Mikroorganismerna i landtbrukets och industriens tjänst (1916).
Barthels arbeten kännetecknades även av kritisk och framgångsrik tillämpning av modernare biokemiska metoder på lantbrukskemins praktiska problem, exempelvis vid hans undersökning av mjölkens enzym och av aciditetsgraden hos ost (i Meddelanden från Centralanstalten för försöksväsendet på jordbruks-området, Bakt. labor. n:r 1–23). I en bakteriologisk avhandling påvisade Barthel en fullständig överensstämmelse mellan bakteriefloran i norra Grönlands jord respektive i där levande djurs digestionskanaler och motsvarande bakterieflora i Central-Europa (i Meddelelser om Grønland, band 64, 1922). Barthel blev ledamot av Lantbruksakademien 1905, Vetenskapsakademien 1920, Fysiografiska Sällskapet i Lund 1935 och Vetenskaps-Societeten i Uppsala 1937.